# Têtard (court métrage)
Pour les articles homonymes, voir Têtard (homonymie).
Pour plus de détails, voir Fiche technique et Distribution.
Têtard est un court métrage d'animation français réalisé par Jean-Claude Rozec et sorti en 2019.

## Fiche technique
- Titre original : Têtard
- Réalisation : Jean-Claude Rozec
- Scénario : Jean-Claude Rozec
- Décors :
- Costumes :
- Animation : Lisa Klemenz, Tom Villar, Apolline Rabot, Jules Garreau et Alexis Poligne
- Photographie :
- Montage :
- Musique : Arnaud Bordelet
- Producteur : Colette Quesson
- Sociétés de production : À perte de vue
- Société de distribution :
- Pays d'origine :  France
- Langue originale : français
- Format : couleur
- Genre : Animation
- Durée : 13 minutes
- Dates de sortie :
  -  France : 10 juin 2019 (Annecy 2019)

## Distinction
Il remporte le prix FIPRESCI à l'édition 2019 du festival international du film d'animation d'Annecy.